# 光敏素
光敏素（英語：phytochrome）是植物體內的一種色素，成分為蛋白質，分為鈍化型和活化型兩種型態，分別吸收紅光和遠紅光而互相轉換。植物主要透過光敏素接收外界光的信號來調節本身的生長、發育和開花。
光敏素對植物生長的所有階段都很重要。

## 光敏素與種子發芽
由於種子儲存的養分十分有限，小型種子的情況更是如此（如萵苣的種子），這使得種子必須選擇一個適當的時機發芽，來提高生存的機會，它們可以藉由休眠數年，但當光照條件改善時，例如遮蔽樹木死亡或倒下，就會啟動發芽機制。:1013
光敏素就是上述實驗中使紅光和遠紅光產生相反效應的光受體，其結構由一個蛋白質以及非蛋白質部分共價鍵結而成為「色基」，為分子中負責吸收光的部位。目前也藉由研究拟南芥，確認5種蛋白質部分有些微不同的光敏素。:1013
光敏素的色基有鈍化型Pr和活化型Pfr兩種型態，分別吸收紅光和遠紅光而在兩種異構形式間互相轉換，且具有可逆性。如果在黑暗中大部分的光敏素就會以Pr的型態存在，照射日光之後Pr轉換成Pfr，Pfr型態的光敏素能激發許多植物對光的發育反應，是植物偵測陽光的方法之一。:1013

## 遮蔭迴避效應
鈍化型Pr和活化型Pfr兩種型態之間的轉換是一種動態平衡，例如遮蔭迴避效應，如果某顆樹木在森林中，其他樹木遮蔽了太陽光，這時候紅外光仍會穿透而來，而大部分的紅光會被上層樹木進行光合作用的葉綠體吸收掉，而光敏素便會吸收較多的紅外光而大部分轉化成為Pr型，進而刺激樹木分配更多的養分來進行垂直生長，而樹木自身較高的時候，則會產生相反的情形，偏向Pfr型來抑制垂直生長。:1014

## 光周期與開花控制
科學家已經利用拟南芥確定植物會利用光敏素來偵測日夜的變遷和長短、產生規律的生理時鐘以及區分季節的變遷。植物區分季節的實驗，最早在1920年加納與歐拉德，他們利用一種菸草的突變種，巨大馬里蘭，其不會在夏季開花，他們改變溫度、濕度、營養鹽來嘗試使其提前開花，最後發現在不透光的盒子中，將光照時間控制在14個小時以內，才會開花，他們認為夏季的日照時間太長了，所以抑制它開花，稱其為短日照植物。另外像是菠菜是長日照植物，番茄是中日照植物。:1015
而在1940年左右，科學家用牛蒡做實驗，發現影響光敏素來產生光週期的主要因素是夜晚長度而不是白天長度。牛蒡是一種短日照植物，日照時間短於16小時（夜晚時間多於8小時）才會開花。實驗指出日照時間被短暫黑暗打斷，不會影響開花，但黑暗被僅僅1分鐘的光亮打斷，其就不會開花，意味著其至少需要8小時的連續黑暗才會開花，所以短日照植物其實是「長夜植物」，但短日照植物等名詞因使用習慣仍見於許多文獻中。:1015
我們使用臨界夜長來決定其為短夜植物還是長夜植物，而不是絕對夜長。短於臨界夜長才會開花的植物為短夜植物，而長於臨界夜長才會開花的植物為長夜植物。植物的臨界夜長隨物種而不同。:1015
打斷黑暗期最有效的光是紅光，而在黑暗期中用日光（或紅光）打斷後，立刻用遠紅光照射，則黑暗期則視為沒有被打斷，這證明了光敏素對鈍化型Pr和活化型Pfr兩種型態之間轉變的可逆性。:1015

## 發現
在从1940年晚期到1960年早期期间，美國農業部的科學家Sterling Hendricks和Harry Borthwick首次對此進行實驗，他們用不同波長的光照射吸過水的萵苣種子，來得到光對種子發芽的作用光譜。利用借来的和战争多余的部件建造摄谱仪，他们发现红光是非常有效的促进发芽或触发开花响应。在短暫照射之後，放置其於黑暗中約兩天，之後觀察不同波長光處理下發芽種子所佔的比率，發現波長660奈米的紅光對發芽率的提升效果最強，而730奈米遠紅光（接近人類可見光邊緣）反而會抑制發芽率，之後的實驗中，發現種子發芽率是由最後瞬間的光波長來決定其作用的。:1013
在1959年使用分光光度计，光敏素色素被生物物理学家沃伦·巴特勒和生化学家哈罗德·席格曼所确定。巴特勒还负责命名“光敏素”。